# Техничка школа „Никола Тесла” Сурдулица
Техничка школа „Никола Тесла” се налази у градском насељу Сурдулица у Пчињском округу у Србији

## Општина Сурдулица
Општина Сурдулица се налази у југоисточном делу Србије у саставу Пчињског окуга.Граничи се са општином Црна Трава на северу,општином Врање и Босилеград на југу и са Бугарском на истоку.

## Школство у Сурдулици
Основним васпитањем и образованњем на подручју општине Сурдулице обухваћено је преко 2600 ученика од првог до осмог разреда у 7 основних школа.
У области дечије заштите у Сурдулици постоје два функционална обданишта. Поред васпитних група у граду постоје објекти и у селима: Јелашници, Сувојници, Биновцу, Масурици и Белом Пољу.
У Сурдулици постоје и 3 средње школе: Гимназија Светозар Марковић, Пољопривредно-шумарска школа Јосиф Панчић и Техничка школа „Никола Тесла” Сурдулица.

## Настанак и развој школе
После Првог светског рата Сурдулица је било мало место са неколико хиљаде становника.Постојећа школа поред цркве Светог Ђорђа,а у близини данашње техничке школе,била је премала да прими све већи број ученика из Сурдулице,а и из околине.Зато се одмах после рата кренуло са иницијативом да се изгради нова школа.
Пошто је у рату у Сурдулици било велико стратиште побијених Срба из свих крајева земље,дошло се на идеју да се изгради нова школа.С обзиром да је током рата страдао велики број Срба из Сурдулице и околине,дошло се и на идеју да се у сколопу школе изгради и костурница,тако да школа и костурница чине јединствен комплекс.
Камен темељац у почетку грађанске школе ,а касније гимназије и Спомен костурнице постављен је на Видовдан 1922.године.Тог дана у Сурдулици на свечаности присуствовао велики број људи из читаве Србије.
Школа је завршена 1923.године и одмах након тога је почела са радом.Тада је школа имала 140 ученика у 4 разреда.На првом спрату школе биле су учионице,а у приземљу сала за гимнастику и велика учионица за свечаности.
Дана 24.августа 1924.године освешћене су и званично пуштене у рад Грађанска школа (односно Гимназија)и Спомен-костурница (Сурдуличка Ћеле-кула).
На свечаном отварању било је много света из свих крајева Србије,чији су најмилији биле жртве бугарског геноцида,представници Југославије,Народне скупштине и Владе,краљ Александар I Карађорђевић,краљица Марија,кнез Павле и кнегиња Олга.Том приликом приређен је свечани ручак у највећој учионици гимназије,у краљеву част.Том приликом краљ је рекао:
...Деца која се буду учила у овој школи имаће се чему научити.Нема школе широм наше земље која ће давати нараштајима,која кроз њу прођу,снажнију поуку о љубави према народу.Зато бих ја волео да у вашу школу,ову кућу необичну,којој је темељ од костију,долазе деца са свију страна... 
После Другог светског рата Гимназија је реформисана на тај начин што је школовање постало обавезно,те више није била Гимназија од првог до осмог (раније од петог до осмог разреда),постала је четворогодишња,тзв.виша гимназија.Школске 1958/1959.године по налогу ондашњег секретара Општинског комитета Сурдулице укинута је,без обзира што је Министарство просвете ондашње Србије дало изузетну оцену о раду те Гимназије.По ондашњој оцени секретара Општинског комитета Србија је била радничко-сељачка земља,посебно Сурдулица,зато су Сурдулици биле потребне стручне школе које ће стварати људе,а не „госпођичице” и „буржује”.У згради те Гимназије била је смештена Школа за планинско газдовање „Јосип Броз Тито”,а по изградњи нове зграде она је премештена у Бело Поље.Након укидања Гимназије и пресељења Школе за планинско газдовање „Јосип Броз Тито”,да не би просторије бивше гимназије остале празне,с обзиром да је тадашња привреда имала огромне потребе за кадрове електротехничке и машинске струке,у току 1961.године отворена је Техничка школа електотехничког и машинског смера.Тако да је зграда некадашње Гимназије у ствари зграда наше садашње Техничке школе.Већ у току 1967.године школа је имала 520 ученика,28 просветних радника,5 ВКВ мајстора за стручну наставу и једног техничара.

## Школа данас
Техничка школа „Никола Тесла“ данас је савремена и модерна школа са кабинетском наставом из свих струка, добро опремљеним радионицама и преко 50 запослених радника.
Данас школа тренутно има око 500 ученика,распоређених у пет струке.Школа располаже са 50 рачунара повезаних на интеренет на којим ученици поред редовне наставе имају и могућност савладавање курсева,за које након полагања,добијају сертификате.
Од 2010.године у функцији је пуштена нова зграда,која је урађена по европским стандардима.У периоду од 2008. до 2012.-те године,зграда је завршена поптпуно и у склопу нове зграде се такође налазе и савремени кабинети за учење језика,информатички и машински кабинети.
Такође,обновљен је и појачан фонд књига у библиотеци,тако да је тренутни број 10500 књига,што представља свакако завидну цифру.Поред тога,школа поседује и школски аутобус за бесплатан превоз ученика на релацији према Владичином Хану.Од школске 2013/2014. школа ученицима првог разреда даје и бесплатне уџбенике.
Ученицима је омогућено и полагање возачког испита Б и Ц категорије.За потребе полагања Б категорије школа поседује 3 аутомобила,док за потребе полагања Ц категорије школа поседује камион носивости 2 тоне. 
Школа у сарадњи са ученицима одржава и помаже различите манифестације,као нпр.обележавање дана школе и дана Светог Саве,рад различитих секција.Такође,сваке године школа организује посећивање различитим факултетима,затим одлазак на сајму аутомобила,сајму књига итд.
Будући ученици бирају један од смерова из неколико подручја рада: економија,право, електротехника и саобраћај.

## Образовни профили

### Електротехника
Образовни профили четвртог степена:
- Електротехничар рачунара
- Електротехничар енергетике

### Саобраћај
Образовни профили четвртог степена:
- Техничар друмског саобраћаја

### Економија,право и администрација
Образовни профили четвртог степена:
- Техничар обезбеђења
- Техничар за безбедност саобраћаја